# Dave Harding
David Harding (Liverpool, 1946. augusztus 14. – ) angol születésű ausztrál válogatott labdarúgó.

## Pályafutása

### Klubcsapatokban
Liverpoolban született, az Egyesült Királyságban. Pályafutását 1965-ben a walesi Wrexham AFC együttesénél kezdte. 1966 és 1967 között a New Brighton FC, 1967 és 1968 között pedig a South Liverpool játékosa volt. 1968-ban Ausztráliába emigrált és a későbbi pályafutását ott töltötte. Játszott többek között a Pan Hellenic, a Western Suburbs, a Blacktown City és az APIA Leichhardt csapataiban.    

### A válogatottban
1974 és 1977 között 45 alkalommal szerepelt az ausztrál válogatottban és 11 gólt szerzett.  Részt vett az 1974-es világbajnokságon, de egyetlen mérkőzésen sem lépett pályára.